# 胡伯鰲
胡伯鰲（1484年—？年），字應元，浙江杭州府臨安縣人，民籍。

## 生平
治《易經》，行十，正德五年（1510年）浙江鄉試第六十五名舉人，年四十歲中式嘉靖二年（1523年）癸未科會試第三百八名，第三甲第一百八十一名進士。曾任太常寺博士，官至卫辉府知府。

## 家族
曾祖胡才。祖父胡琬。父胡澤。前母洪氏，母錢氏，继母俞氏。永感下。兄伯直、伯艮、伯瞻、伯参、伯麟。